# Palazzo Foscari (Giudecca)
Palazzo Foscari (detto anche Palazzetto Foscari) è un palazzo di Venezia, in stile gotico veneziano (XIV secolo) situato sull'isola della Giudecca (N.A. 795), nei pressi del Molino Stucky.
Originariamente dimora della famiglia di Francesco Foscari, nell'Ottocento fu una delle residenze di Giovanni Stucky, ingegnere svizzero alla cui opera si deve il completo rifacimento del Molino di Venezia con una concezione manifatturiera moderna. Fino al 2006, il Palazzo è stato sede dell'Archivio musicale Luigi Nono. Dal 2006 ospita una galleria d'arte moderna e contemporanea denominata come il suo indirizzo, Giudecca 795.